# Mérida (stat)
Statul Mérida este unul dintre cele 23 de state federale din Venezuela. În 2007, statul  Mérida avea o populație de 843.800 de locuitori și o suprafață de 11.300 km². 
Capitala statului este orașul Mérida, Venezuela.